# Nemecká
Nemecká – wieś (obec) na Słowacji położona w kraju bańskobystrzyckim, w powiecie Brezno. Pierwsze wzmianki o miejscowości pochodzą z 1281 roku.
Według danych z dnia 31 grudnia 2012 roku, wieś zamieszkiwało 1829 osób, w tym 939 kobiet i 890 mężczyzn.
W 2001 roku rozkład populacji względem narodowości i przynależności etnicznej wyglądał następująco:
- Słowacy – 97,53%
- Czesi – 0,96%
- Morawianie – 0,06%
- Niemcy – 0,11%
- Romowie – 1,07%
- Węgrzy – 0,17%

Ze względu na wyznawaną religię struktura mieszkańców kształtowała się w 2001 roku następująco:
- Katolicy rzymscy – 85,71%
- Grekokatolicy – 0,22%
- Ewangelicy – 3,43%
- Prawosławni – 0,11%
- Husyci – 0,06%
- Ateiści – 9,67%
- Przedstawiciele innych wyznań – 0,11%
- Nie podano – 0,39%

W miejscowości jest przystanek kolejowy Nemecká.